# Бургхарт, Алекс
Майкл Алекс Бургхарт (англ. Michael Alex Burghart; род. 7 сентября 1977, Уимборн) — британский политик, член Консервативной партии.

## Биография
8 июня 2017 года победил на парламентских выборах в округе Брентвуд и Онгар на территории Эссекса с результатом 65,8 %, убедительно опередив сильнейшего из соперников, лейбориста Гарета Барретта (Gareth Barrett), которого поддержали 20,4 % избирателей.
8 июля 2024 года назначен теневым министром по делам Северной Ирландии в теневом кабинете Риши Сунака после поражения консерваторов на парламентских выборах.
5 ноября 2024 года при формировании теневого кабинета Кеми Баденок в дополнение к имеющейся должности назначен теневым канцлером герцогства Ланкастерского.